# Copidosoma convexum
Copidosoma convexum är en stekelart som beskrevs av Ishii 1928. Copidosoma convexum ingår i släktet Copidosoma och familjen sköldlussteklar. Inga underarter finns listade i Catalogue of Life.